# Blasius van Sebaste
Blasius of Sint-Blasius (Armeens: Սուրբ Բարսեղ, Sourb Barsegh; Grieks: Άγιος Βλάσιος, Agios Vlasios; Turks: Aziz Vlas) (overleden vermoedelijk circa 316) is een heilige in de Rooms-Katholieke Kerk en ook in de oosters-orthodoxe kerken. Er is niet veel over hem bekend anders dan door latere legenden. Hij zou bisschop geweest zijn van de Armeense stad Sebaste. Tijdens de christenvervolgingen onder keizer Licinius (311-323) zou hij opgepakt zijn, terwijl hij zich verstopte in een bos. Hij zou een marteldood gestorven zijn door onthoofding na eerst te zijn gefolterd, onder meer met wolkammen (kaarden).

## Blasiuszegen
Blasius is vooral bekend als de beschermheilige van hen die lijden aan keelaandoeningen, zoals angina, hik, bof, spruw, astma en kroep.
Blasius zou kort voor zijn marteldood een jongetje hebben genezen dat door een visgraat in zijn keel dreigde te stikken. Dit verhaal was mogelijk de basis voor de Blasiuszegen.

Binnen de katholieke Kerk wordt in veel parochies op 3 februari na de mis deze Blasiuszegen gegeven. Hierbij houdt de priester of de diaken twee - tijdens de Maria Lichtmis op 2 februari gewijde - kaarsen kruiselings voor iemands keel, onder het uitspreken van de volgende zegen: 
Per intercessionem Santi Blasii liberet te Deus a malo gutteris et a quovis alio malo in nomine Patris et Filii et Spiritus Sancti 

(Nederlandse vertaling: 'Moge God u op voorspraak van de heilige Blasius bevrijden van keelziekten en andere kwalen in de naam van de Vader en de Zoon en de Heilige Geest').
De kruisvorm van de kaarsen verwijst naar het Andreaskruis. Soms zitten de kaarsen in een speciale blasiuskandelaar.

## Kaarsen
Tijdens gevangenschap voor zijn dood zou Blasius volgens een legende dagelijks bezocht zijn door een vrome vrouw, die hem eten gaf en een kaars. Hij zou haar gevraagd hebben ook na zijn dood kaarsen te schenken, waardoor zij tegen ziekten beschermd zou zijn. Het gebruik van de kaarsen bij de Blasiuszegen is gebaseerd op deze legende. In de middeleeuwen werden kaarsen aan Blasius geofferd.

## Dubrovnik
Blasius is de beschermheilige van de stad Dubrovnik waar hij bekendstaat als Sveti Vlaho. De stad bewaart een aantal relieken: zijn hoofd, een stuk halsbot en zijn handen. Deze worden 3 februari in een  processie meegedragen.

## Cultus en naamdag
De cultus rond Blasius nam een hoge vlucht in de elfde en twaalfde eeuw. Hij is een van de veertien heilige helpers. In Engeland staat hij bekend als patroon van de wolwerkers, vanwege zijn martelaarsdood.
In België zijn vele kerken aan hem gewijd: Heppen, Jabbeke, Krombeke, Landegem, Lendelede, Sint-Blasius-Boekel, Vlissegem, Schore en Waardamme. In Griekenland is het dorp Agios Vlasios naar hem genoemd.
Ook in enkele Nederlandse plaatsen zijn kerken aan hem gewijd, onder andere in het Zeeuwse Heinkenszand en in de Twentse plaatsen Delden en Beckum. Ook de kerk van Made in Noord-Brabant is naar deze heilige vernoemd. De plaatsnamen Bleiswijk en Bleskensgraaf zijn ontleend aan de naam Blasius.
Zijn naamdag wordt in de katholieke kerk gevierd op 3 februari, in de orthodoxe kerken op 11 februari.

## Galerij

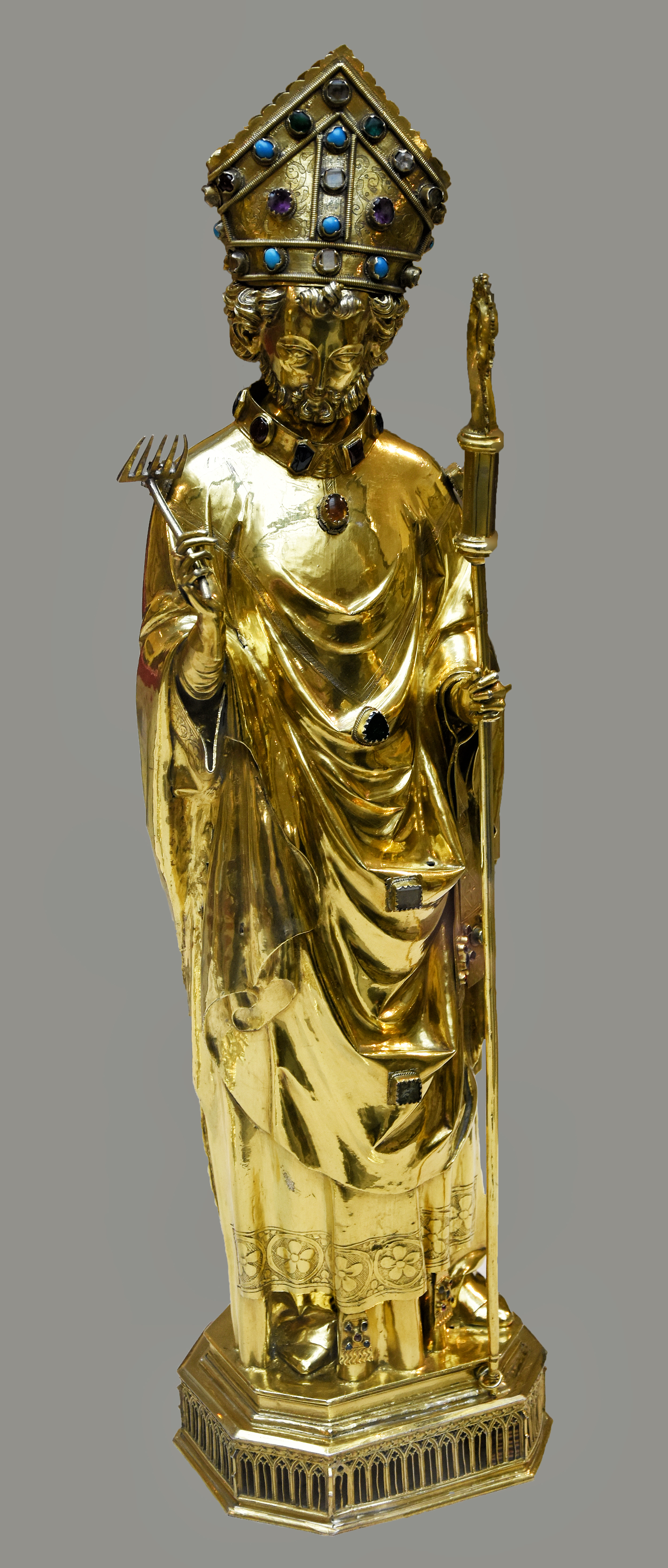
Blasius (verguld zilver, einde 13e eeuw Beschermde kunstschatten van de kathedraal van Namen)
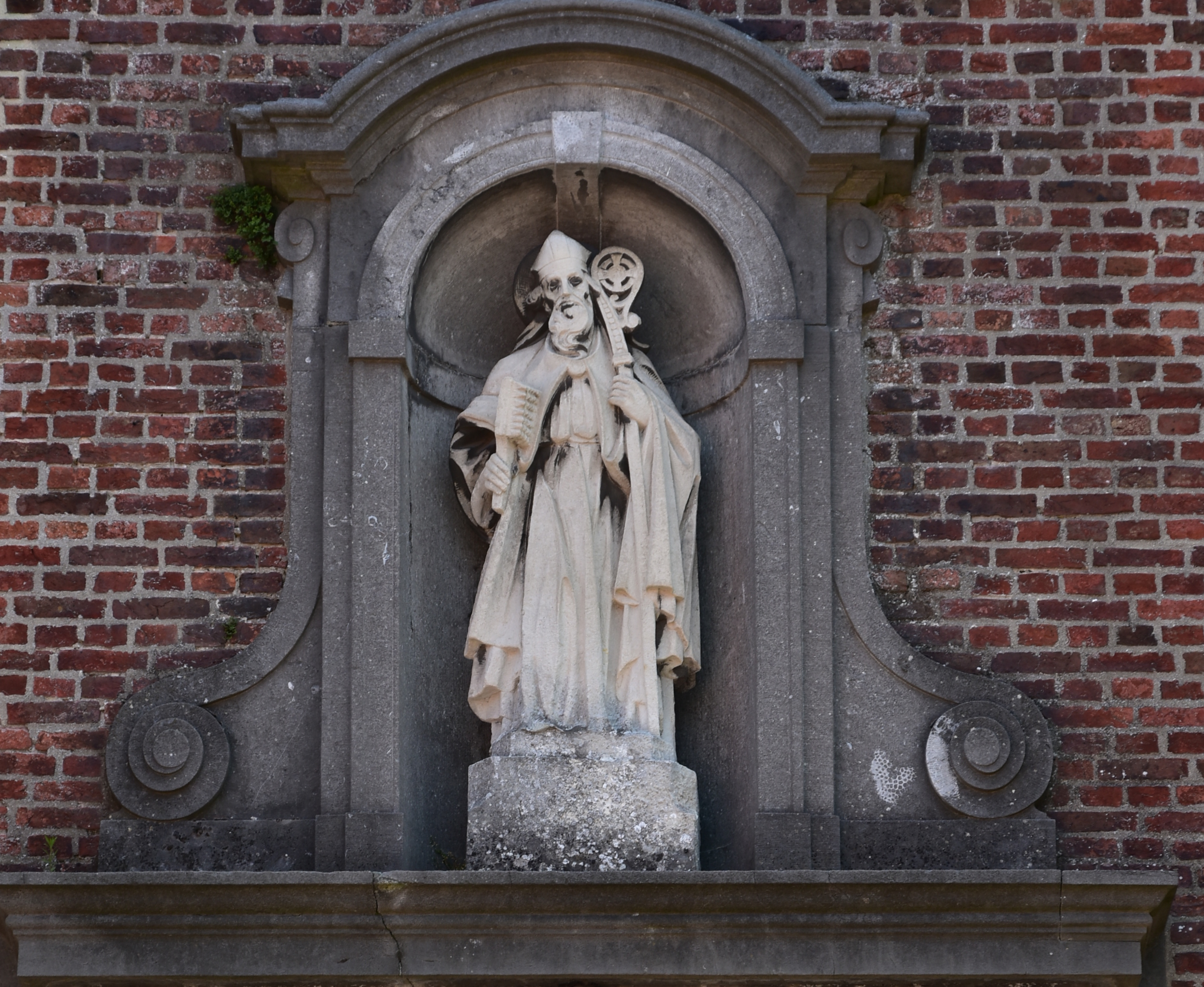
Blasius aan de Sint-Blasiuskerk (Waardamme)
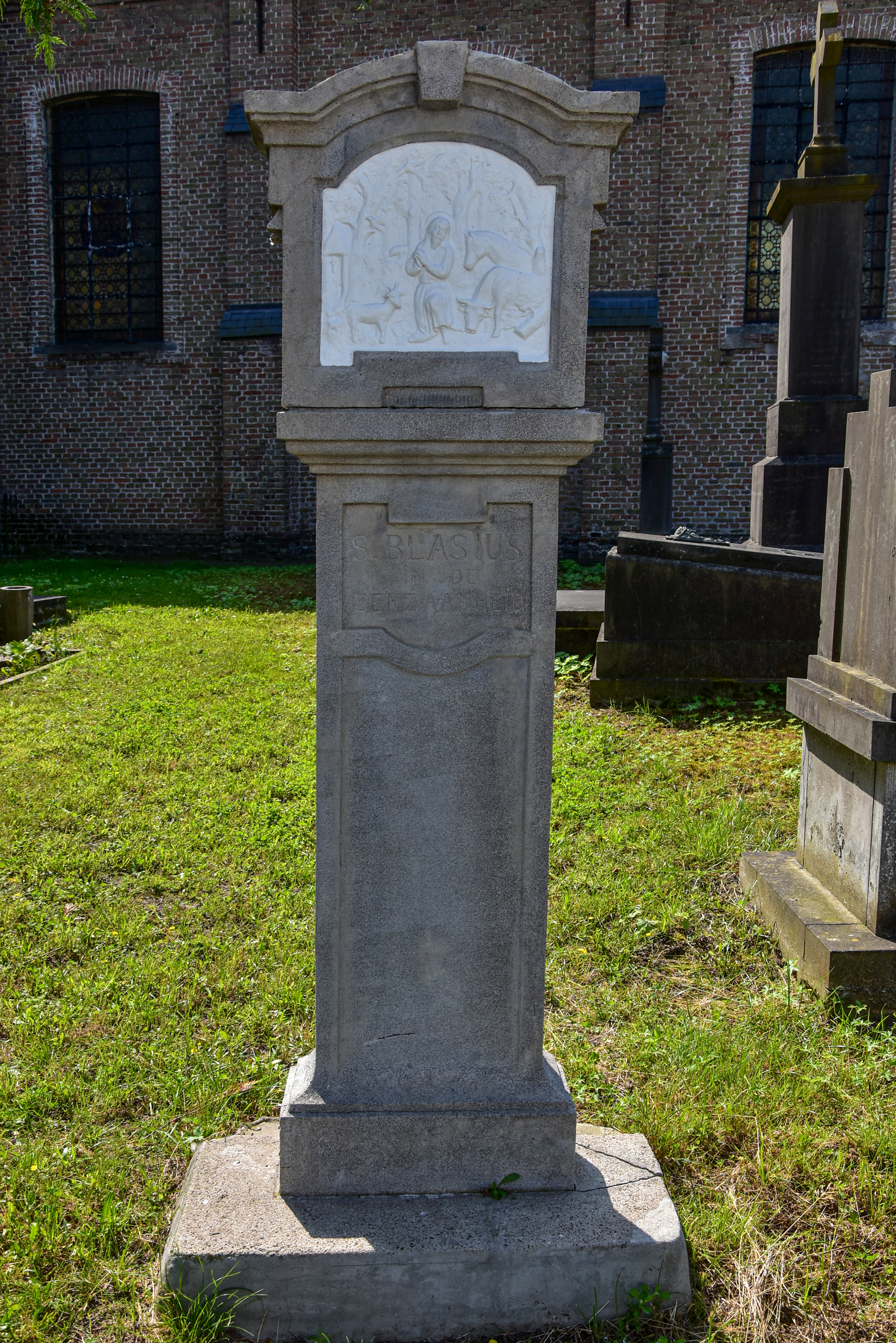
Blasiusommegang in Waardamme
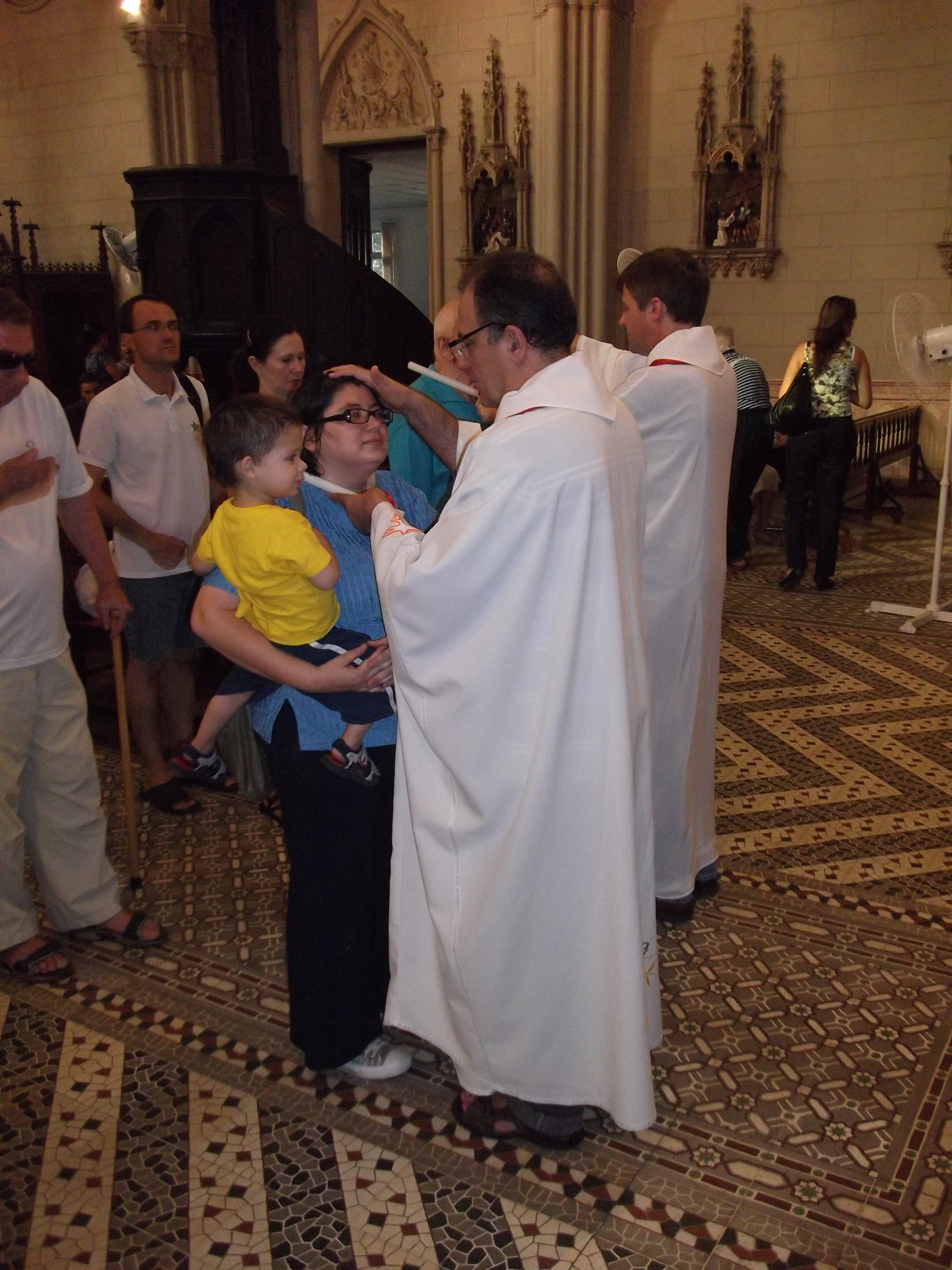
Blasiuszegen in Brazilië, 2011
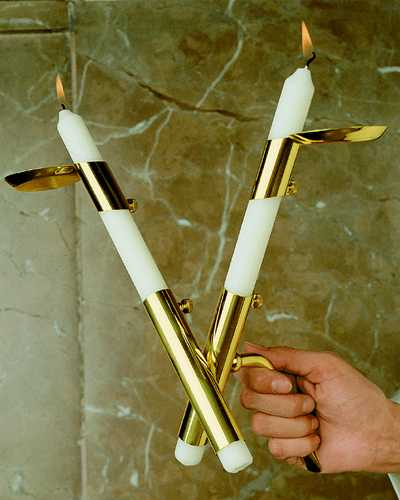
Blasiuskandelaar in luxe uitvoering